# Carlos Alberto Gomes da Silva Filho
Carlos Alberto Gomes da Silva Filho (João Pessoa, 14 de abril de 2002) é um futebolista brasileiro que atua como atacante. Atualmente joga pelo Cuiabá, por empréstimo do Sport Recife.

## Carreira

### América-MG
Natural de João Pessoa, capital da Paraíba, Carlos Alberto foi da base do Flamengo, ingressando o América Mineiro na temporada de 2018.
Foi promovido para o time profissional no começo de 2020, estreando oficialmente na vitória de 2-0 sobre o Coimbra pelo Campeonato Mineiro. Ele substituiu Ademir.
Carlos Alberto marcou seu primeiro gol profissionalmente em 3 de julho de 2021, na vitória de 2-0 sobre o Santos no Brasileirão Série A. Em entrevista pós-jogo, o jogador comentou o ocorrido.
| “ | Feliz pela vitória. Feliz por ter entrado e contribuído com gol. Venho sonhando com esse gol há muito tempo já. Hoje não foi diferente. Eu estava no banco, estava muito concentrado, pra quando entrasse, tivesse uma chance e pudesse matar o jogo, como aconteceu | ” |

### Botafogo
Em 12 de janeiro de 2023, o Botafogo anunciou a contratação de Carlos Alberto por empréstimo até o final da temporada com opção de compra de 1 milhão de dólares (R$ 5,2 milhões).
Carlos Alberto estreou pelo Fogão em 19 de janeiro, na vitória de 2-1 contra o Volta Redonda pelo Campeonato Carioca de 2023, substituindo Tiquinho Soares.
Carlos Alberto marcou seu primeiro gol pelo Botafogo em 5 de março, na vitória de 2-0 sobre o Resende. Quando Cláudio Caçapa era interino do time, Carlos marcou três gols consecutivos em 4 jogos do técnico. Ele foi comprado pelo clube na virada para 2024, investindo cerca de R$5 milhões e firmou contrato até dezembro de 2026.

#### RWD Molenbeek
Em 10 de janeiro de 2024, Carlos foi emprestado ao RWD Molenbeek, outro clube de John Textor na Bélgica, até junho de 2024.

#### Retorno ao Botafogo
Após se destacar no clube belga, voltou ao Botafogo em junho. Participou de uma campanha histórica do time, que ganhou a Copa Libertadores e o Brasileirão Série A.

### Sport Recife
Era esperado o atacante continuar no elenco na temporada de 2025, mas foi contratado pelo Sport Recife com um vínculo válido até dezembro de 2028. Estreou pelo Leão da Ilha em 4 de fevereiro, na derrota de 2-0 sobre o Fortaleza. Carlos Alberto foi substituído por Lucas Lima após sentir dores.
Em sua segunda partida pela equipe, o atacante marcou um gol, na vitória sobre goleada de 5-0 contra o Maguary.

## Carreira internacional
Carlos Alberto foi convocado por André Jardine para a seleção brasileira sub-20 em outubro de 2020 para um torneio quadrangular. Ele disputou 3 partidas em dezembro, contra Bolívia, Peru e Chile, acabando por vencer o torneio.

## Títulos

#### Botafogo
- Copa Libertadores da América: 2024
- Campeonato Brasileiro de Futebol - Série A: 2024

#### Sport
- Campeonato Pernambucano: 2025[22]